# Glenburn (Maine)
Glenburn es un municipio situado en el condado de Penobscot, Maine, Estados Unidos. Tiene una población estimada, a mediados de 2023, de 4769 habitantes.

## Geografía
La localidad está ubicada en las coordenadas 44°53′34″N 68°50′43″O / 44.89278, -68.84528. Según la Oficina del Censo, tiene una superficie total de 75.48 km², de los cuales 70.35 km² corresponden a tierra firme y 5.13 km² están cubiertos de agua.

## Demografía
Según el censo de 2020, en ese momento había 4648 personas residiendo en la localidad. La densidad de población era de 66.1 hab./km². El 93.61% de los habitantes eran blancos, el 0.62% eran afroamericanos, el 0.43% eran amerindios, el 0.88% eran asiáticos, el 0.30% eran de otras razas y el 4.15% eran de una mezcla de razas. Del total de la población, el 1.25% eran hispanos o latinos de cualquier raza.